# Radeberger Haken

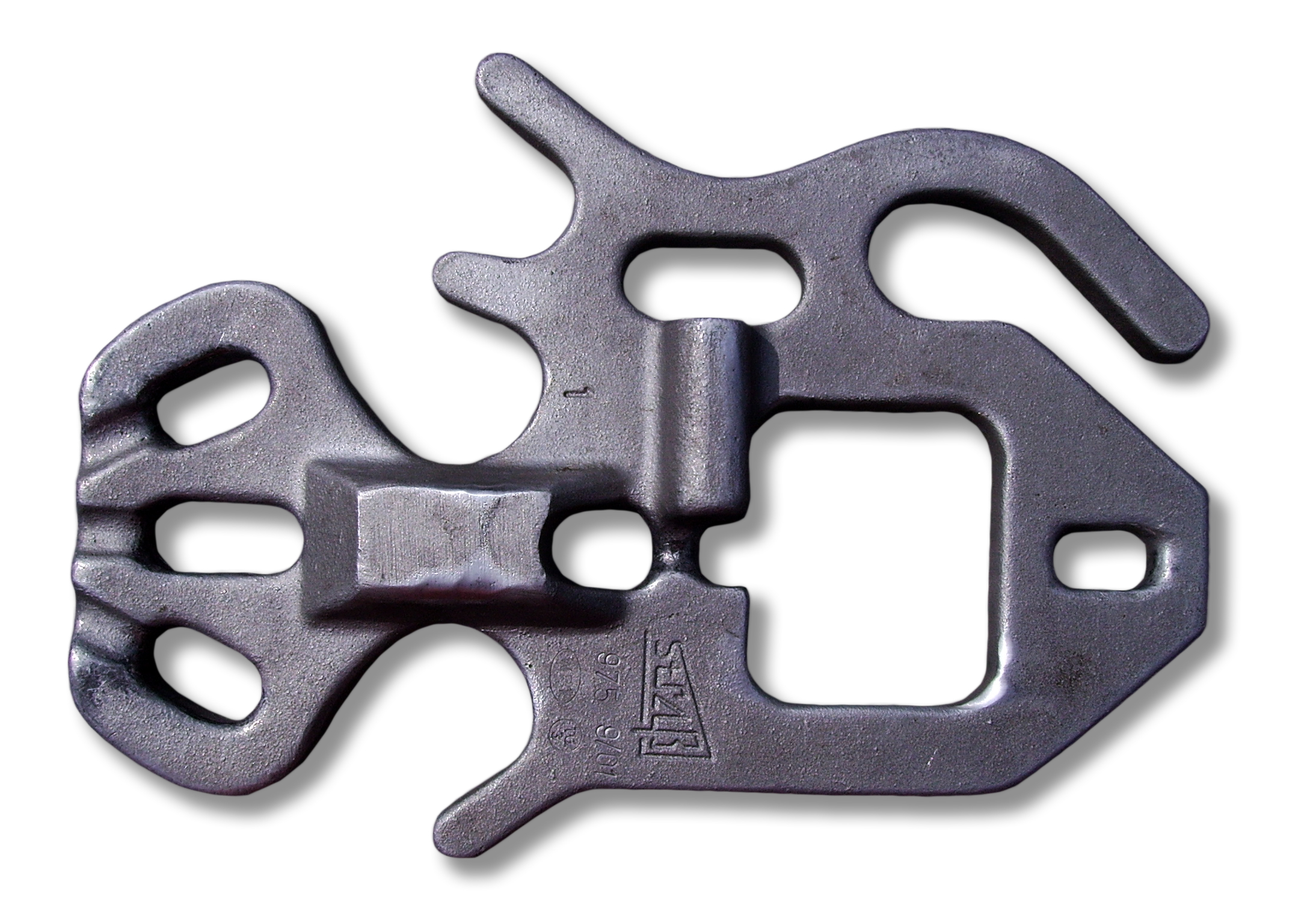
Radeberger Haken

Der Radeberger Haken (nach DIN 34300 auch Rettungshaken mit Sicherungsfunktion) ist eine speziell für den Höhenrettungseinsatz entwickelte Seilbremse. Er dient zur Rettung von Personen aus steilem Gelände nach unten und als festlegbare Schwerlastbremse. Beim Abseilen ermöglicht er die sehr körpernahe Fixierung einer zusätzlichen Last (Korbtrage oder Einzelperson) am Retter, was an Absätzen und Überhängen sehr vorteilhaft ist.
Er wurde 1951 von einer Gruppe Radeberger Bergsteiger um Gerhard Brosche, Peter Graf, Heinz Kittner und Rainer Hilsberg aus dem Dopfer-Haken, in eine flache Form weiterentwickelt und von Alfred Rudolph in Zusammenarbeit mit einem Ingenieur der Flugzeugwerke Dessau und des VEB Metallgusswerke Leipzig ab 1956 bis 1964 im leichteren Magnesiumguss mit 710 g Gewicht, umgesetzt. Zur Werkstoffprüfung wurde an jedem dieser Stücke eine Röntgen-Durchstrahlungsprüfung vorgenommen. Dieser wurde schnell ein wichtiges Hilfsmittel in der Bergrettung der DDR.
Nach 1990 gab es mindestens zwei Neukonstruktionen, in Stahl als auch in Aluminiumlegierung. Heute wird er als Rettungsmittel bei Höhenrettungsgruppen, Feuerwehren und Grubenwehren verwendet und abkürzend oft „Radi“ genannt.